# Fraternidade de Aliança Toca de Assis
Toca de Assis é uma fraternidade católica brasileira, fundada pelo Padre Roberto, em 1994 na cidade de Campinas. De tendência neofranciscana e voltada principalmente a jovens católicos, ela é caracterizada pelo voto de pobreza entre seus membros, pela obra voltada à caridade, entre outras características intimamente relacionadas ao franciscanismo primitivo.  A Toca de Assis é uma fraternidade que nasceu no seio da Santa Igreja Católica e que tem como carisma a Adoração ao Santíssimo Sacramento, e o Amor aos pobres abandonados de rua.

## Discografia
- 1998 — Onde Dormirão os Pobres (CODIMUC)
- Julho 2003 — Jesus Sacramentado, Nosso Deus Amado (Duplo Louvor)
- Março 2006 — Jesus Sacramentado: Certeza do Céu (Duplo Louvor)
- Fevereiro 2009 — Do Altar de Deus ao Altar dos Pobres (Canção Nova)
- Dezembro 2014 — Vai e Reconstrói a Minha Igreja (Independente)